# Moonstone: A Hard Days Knight
Moonstone: A Hard Days Knight ist ein Computerspiel. Es ist eine Mischung aus Hack & Slay, Rollenspiel und Strategiespiel. Es erschien 1991 für den Commodore Amiga und ein Jahr später für den PC (MS-DOS). Hersteller ist Mindscape International Ltd., der viele populäre Amiga-Spiele herausbrachte, wie 4D Sports Driving, Captive, D/Generation und Into the Eagle’s Nest.
Das Spiel wurde vor allem durch seine kompromisslose Gewaltdarstellung berühmt, denn in den Kämpfen wird nicht an Pixelblut gespart. Die übermäßige Gewaltdarstellung ließ sich zwar durch die sogenannte „Gore“-Option an- und abschalten. Dennoch wurde das Spiel 1992 in Deutschland von der BPjS indiziert, diese Indizierung verjährte nach 25 Jahren und Ende April 2017 wurde das Spiel von der Liste der jugendgefährdenden Medien gestrichen.

## Das Spiel
Der Spieler übernimmt die Rolle eines von vier Rittern, der von Druiden von Stonehenge ausgesandt wird, um den sagenumwobenen Moonstone (Mondstein) zu finden. Dabei muss er verschiedene Orte auf einer rundenbasierenden Landkarte aufsuchen, um in Echtzeitkämpfen Monster zu erschlagen und deren Schätze zu erbeuten.
Das Spiel kann per Hot-Seat-Modus von ein bis vier Spielern (abwechselnd) gespielt werden. Zweikämpfe gegeneinander werden aber in Echtzeit per Joysticks ausgetragen.

## Entwicklerteam
- Grafik: Rob Anderson, Steve Leney, Dennis Turner
- Musik: Richard Joseph
- Programmierer: Rob Anderson, Kevin Hoare

## Pressespiegel
Das Spiel war wertungstechnisch überwiegend im oberen Mittelfeld angesiedelt. Bemängelt wurde vor allem die fehlende Spieltiefe und die kaum vorhandene Hintergrundgeschichte, die Atmosphäre und die Grafik fanden hingegen Lob. Obwohl überall bemerkt, ist die (übertriebene) blutige Darstellung ausschließlich in Deutschland in der Presse durchweg auf Kritik gestoßen, was zu maßgeblichen Wertungsabzügen und teilweise auch zu Wertungsverweigerungen führte.
- Amiga Computing (UK/US) Ausgabe 46: 89 %
- Amiga Format (UK) März 92 59 % Mai 93: 72 % (Budget)
- Amiga Power (UK) Januar 92: 73 %
- CU Amiga (UK) Oktober 91: 81 %
- Aktueller Software Markt (ASM) 03/92: 0/12 Punkte[2]
- Power Play 02/92: 48 %[3]
- Amiga Joker 02/92: 54 %[4]
- Play Time 3/92: 55 %[5]